# 롭 딜레이니

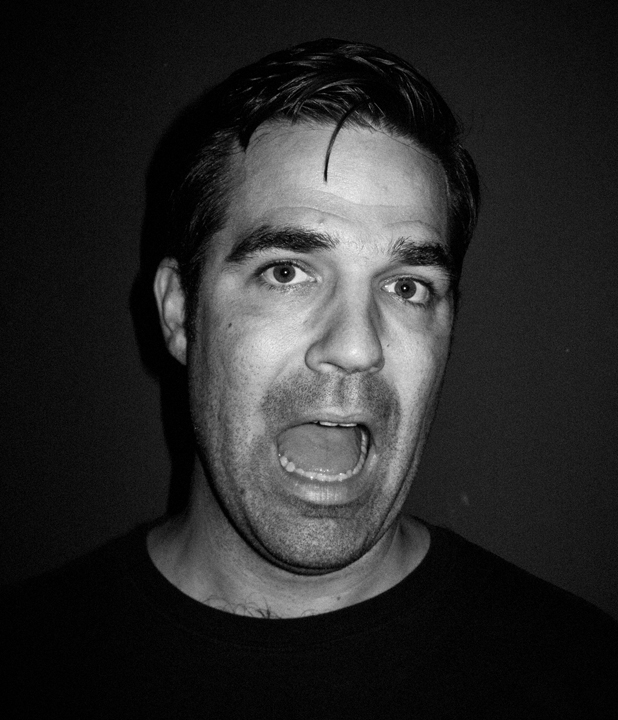

롭 딜레이니(Rob Delaney, 1977년 1월 19일 ~ )는 미국의 배우, 텔레비전 배우이다.

## 방송
- 카타스트로피 시즌3
- 카타스트로피 시즌2
- 카타스트로피
- 키 앤 필 시즌1
- 다잉 포 섹스

## 영화
- 더 허슬 - 토드 역
- 톰과 제리 - 두브로스 역
- 캐시트럭 - 블레이크 홀스 역
- 더 버블 - 캐롤의 에이전트, 마티 역
- 미션 임파서블: 데드 레코닝
- 첫눈에 반할 통계적 확률 - 앤드류 설리번 역
- 데드풀과 울버린 - 피터 역